# Diamant-Perljunker

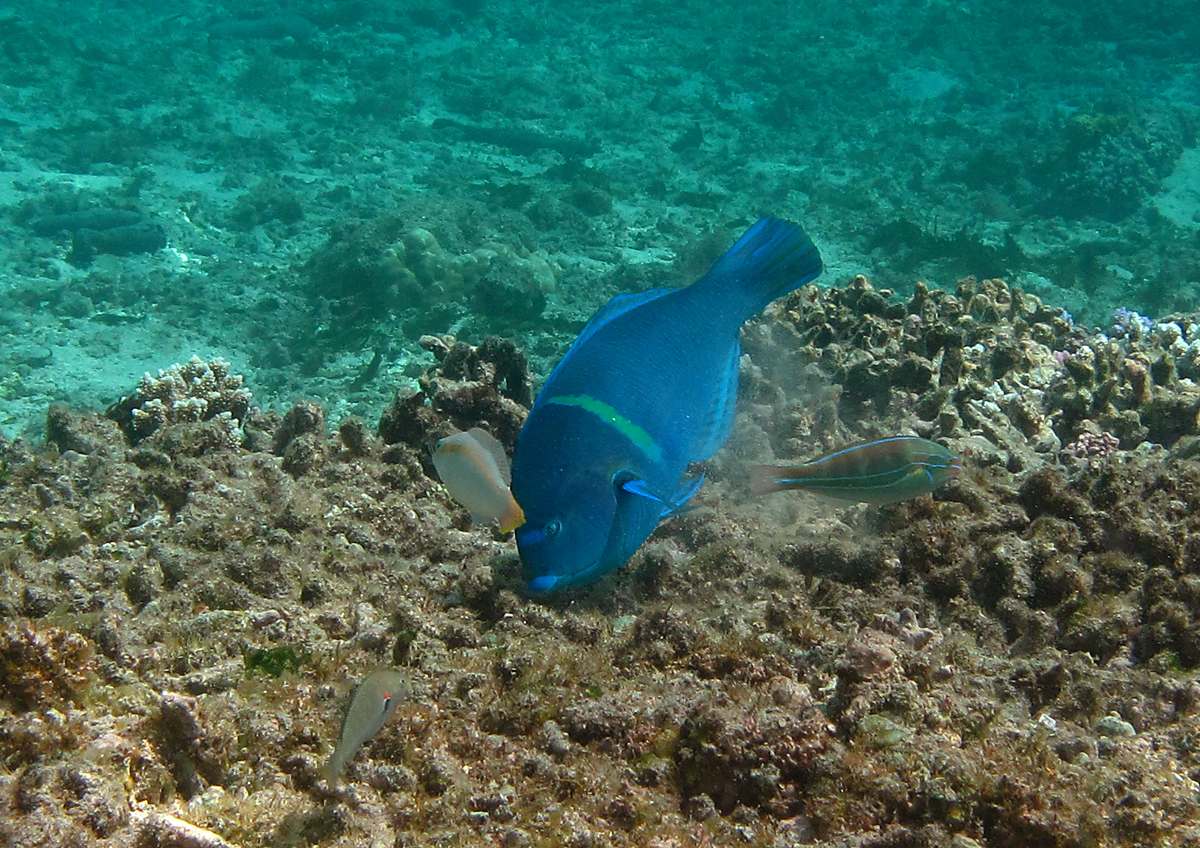
Männchen in der Terminalphase

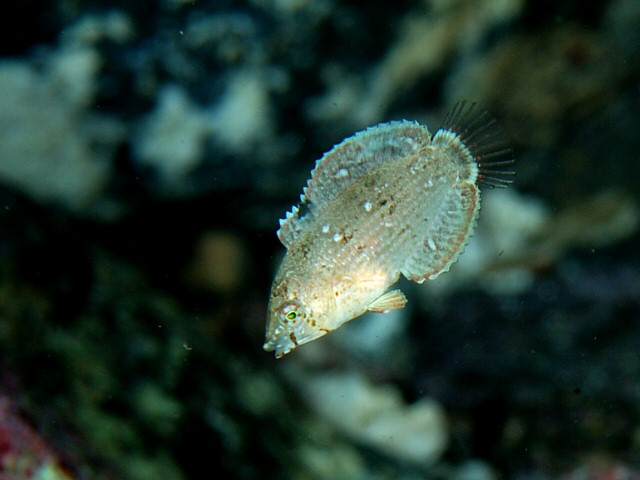
Jungfisch

Der Diamant-Perljunker (Anampses caeruleopunctatus), auch Blautüpfel-Junker genannt, ist eine Fischart aus der Familie der Lippfische (Labridae). Sie kommt im Roten Meer und weit verbreitet im tropischen Indopazifik vor. Dort reicht ihr Verbreitungsgebiet von der Südostküste Südafrikas bis Südjapan im Norden und der Osterinseln im Osten. Nur bei Hawaii, wo der nah verwandte Hawaii-Perljunker (Anampses cuvier) vorkommt, fehlt der Diamant-Perljunker.

## Merkmale
Der Diamant-Perljunker wird maximal 42 cm lang, die meisten Exemplare bleiben bei einer Länge von 35 cm, wobei die größeren Längen in subtropischen Regionen erreicht werden. Der Rumpf ist seitlich abgeflacht; seine Höhe liegt etwa bei einem Viertel bis einem Drittel der Standardlänge und entspricht damit in etwa der Kopflänge. Der Schwanzstiel ist länger als hoch; die Schwanzflosse ist spatenförmig oder abgerundet. Das Maul ist klein, die Lippen sind etwas fleischig. An der Spitze jedes Kiefers befindet sich ein Paar großer nach vorn gerichteter Zähne, die übrigen Zähne sind sehr klein. Der Gaumen und der hintere Kieferbereich sind unbezahnt. Die Nasenöffnungen sind klein, die vorderen enden in kleinen Röhren, die hinteren haben vorne einen kleinen Hautlappen. Die Seitenlinie ist durchgehend. Sie verläuft zunächst über die oberen Körperseite und biegt unterhalb des neunten Rückenflossenstrahls nach unten ab um von da an bis zum Schwanzstiel auf der Mitte der Körperseiten zu verlaufen. Der Rumpf ist von kleinen Rundschuppen bedeckt; der Kopf ist bis auf kleine Schuppen im Nacken schuppenlos. Abgesehen von der Basis der Schwanzflosse sind die Flossen schuppenlos.
Morphometrie:
- Flossenformel: Dorsale IX/(11)12–13; Anale III/11–13; Pectorale 12–14, Caudale 14.
- Schuppenformel: SL 27.
- Kiemenrechen: 18–25.
- Branchiostegalstrahlen: 6.

Wie viele andere Lippfische kann der Diamant-Perljunker in seinem Leben das Geschlecht wechseln und drei Farbphasen durchlaufen. Eine Juvenilphase, wenn er noch nicht geschlechtsreif ist, eine Initialphase als Weibchen oder Primärmännchen, die die Farbe der Weibchen haben, und eine Terminalphase als großes, ausgewachsenes Sekundärmännchen.
Primärmännchen und Weibchen (Initialphase) sind bräunlich bis rotbraun gefärbt, wobei jede einzelne Schuppe in ihrem Zentrum eine große, hellblauen und dunkel umrandeten Fleck aufweist. Auf dem unbeschuppten Kopf verbinden sich diese Flecke zu kurzen Linien. Rücken- und Afterflosse zeigen 2 bis 3 Reihen hellblauer Flecken und haben einen hellblauen Rand. Die Schwanzflosse ist blau mit kleinen blauen Punkten und einem blauen Rand. An der Brustflossenbasis befindet sich ein dunkler, blau umrandeter Fleck. Die Männchen der Terminalphase sind olivfarben bis grünblau und zeigen oft einen senkrechten, breiten, hellgrünen Streifen auf den Körperseiten, dessen Mitte unterhalb des sechsten Rückenflossenstachels liegt. Jungfische ähneln treibenden Blättern und lassen sich oft mit wiegenden Bewegungen und den Kopf nach unten gerichtet von der Strömung mitnehmen.

## Lebensweise
Der Diamant-Perljunker lebt als Einzelgänger oder paarweise in Korallen- und Felsriffen in Tiefen von 3 bis 30 Metern. Jungfische ernähren sich vor allem von kleinen Krebstieren und Borstenwürmern, ausgewachsene Fische von größeren Krebstieren, Weichtieren und Borstenwürmern. In der Nacht verbergen sie sich im Riff. Die Männchen bauen napfförmige Nester und bewachen die Eier.